# تدوين كونواي لمتعددات الوجوه

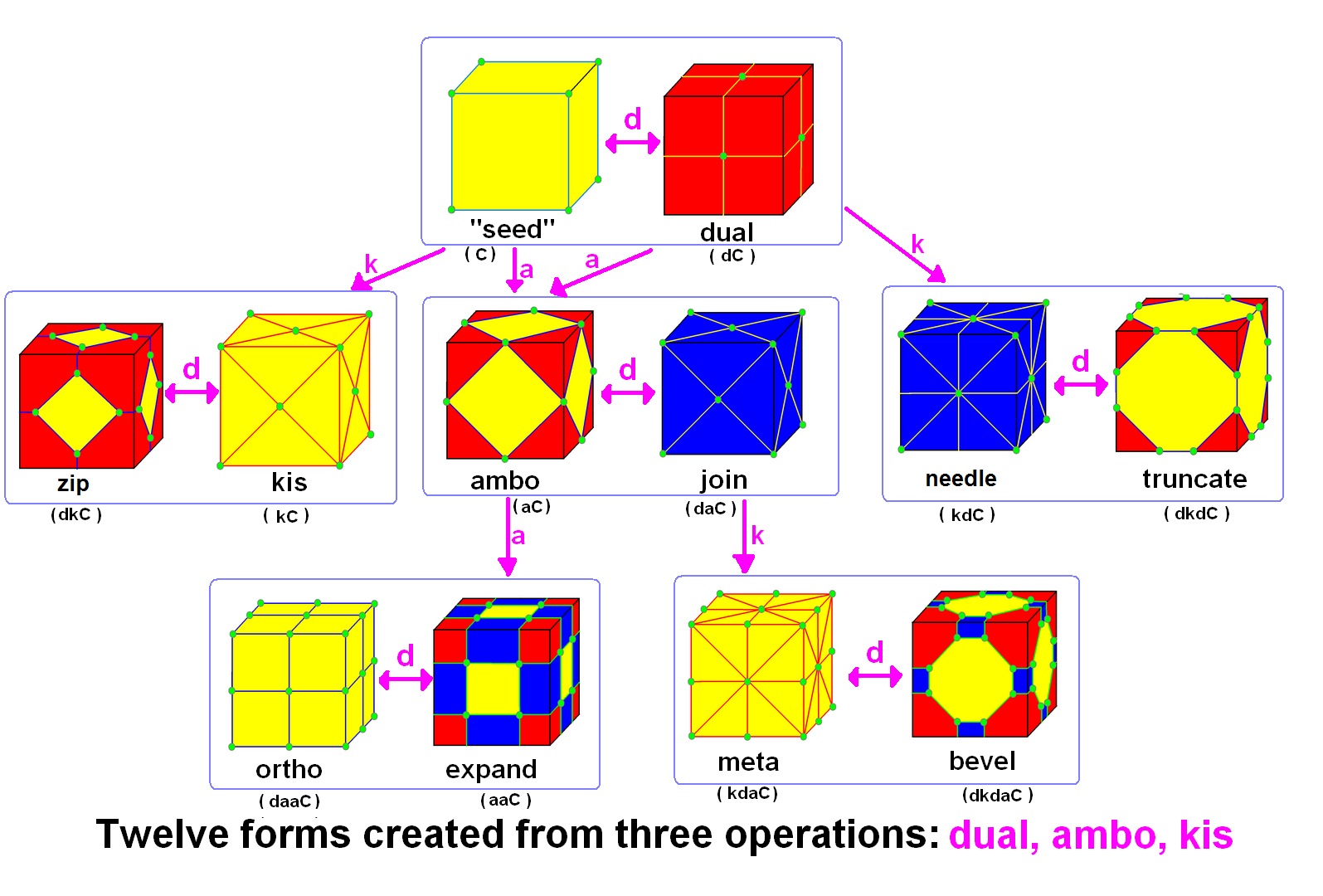
يوضح هذا الرسم البياني النموذجي كيفية استخلاص 11 شكلًا جديدًا من المكعب باستخدام 3 عمليات. تَظهَر متعددات الوجوه الجديدة على شكل خرائط على سطح المكعب حتى تصبح التغييرات الطبولوجية أكثر وضوحًا. تُحدَّد الرؤوس في جميع الأشكال باستخدام الدوائر.

في الهندسة والطوبولوجيا، تُستخدم طريقة كونواي لمتعددات الوجوه، التي اخترعها جون هورتون كونواي وروج لها جورج دبليو هارت، لوصف متعددات الوجوه استنادًا إلى نموذج متعدد وجوه معدل من خلال عمليات بادئة مختلفة.
وسّع كونواي وهارت فكرة استخدام المؤثرات، مثل البتر كما عرّفه كبلر، لإنشاء متعددات الوجوه ذات التناظر نفسه. على سبيل المثال، يمثل tC مكعبًا مبتورًا، و taC، الذي حُلِّلَ على أنه t(aC)، هو (طبولوجيًا) ذو الوجوه المكعبي الثماني المبتور. أبسط مؤثر الثِّنْوِي يُبْدِل عناصر الرأس والوجه؛ على سبيل المثال، المكعب الثنوي هو ثماني الوجوه: dC = O. تسمح هذه المؤثرات عند تطبيقها في سلسلة بتوليد العديد من متعددات الوجوه عالية المرتبة. عرّف كونواي المشغلات a (ambo، بتر تنصيفي، تهذيب) و b (bevel، شَدْف) و d (dual، ثنوي) و e (expand، نشر) و g (gyro، ترويس مبروم) و j (join، ضم) و k (kis، تهريم) و m (meta، ورائي) و o (ortho، ترويس قائم) و s (snub، فَطْس) و t (truncate، بتر)، في حين أضاف هارت r (reflect، انعكاس) و p (propellor، مروحة). أَطلَقت التنفيذات اللاحقة أسماء على مؤثرات أخرى، يشار إليها أحيانًا باسم المؤثرات ”المُوسَّعة“. تكفي عمليات كونواي الأساسية لتوليد المجسمات الأرخميدية ومجسمات كاتالان من تلك الأفلاطونية. يمكن إجراء بعض العمليات الأساسية كمركبات لعمليات أخرى: على سبيل المثال، تطبيق التهذيب (ambo) مرتين هو عملية النشر (aa = e)، في حين ينتج عن البتر بعد التهذيب (ambo) عملية شدف (ta = b).
يمكن دراسة متعددات الوجوه طبولوجيًا، من حيث كيفية ارتباط رؤوسها وحروفها ووجوهها ببعضها البعض، أو هندسيًا، من حيث موضع تلك العناصر في الفضاء. قد تؤدي التنفيذات المختلفة لهذه العمليات إلى إنشاء متعددات وجوه مختلفة هندسيًا ولكنها متكافئة طبولوجيًا. يمكن اعتبار متعددات الوجوه المتكافئة طبولوجيًا هذه واحدة من العديد من طُمُور بيان متعدد وجوه على الكرة. ما لم ينص على خلاف ذلك، فإن الطبولوجيا هي الشاغل الرئيس في هذه المقالة (وفي الأدبيات المتعلقة بمؤثرات كونواي عمومًا). غالبًا ما تُوضع متعددات الوجوه ذات الجنس 0 (أي المكافئة طوبولوجيًا للكرة) في شكل قانوني لتجنب اللبس.